# 牌技
牌技，是西方魔术界中的一种技艺，魔術師利用54张扑克牌作为表演道具，玩出各种花样如猜牌、控牌、调牌等。另外演员不借助任何手段就能将扑克牌从空手中变出来，再变回去。多次反复后，扑克牌越来越多。